# (3352) McAuliffe
(3352) McAuliffe – planetoida z grupy Amora okrążająca Słońce w ciągu 2 lat i 211 dni w średniej odległości 1,88 j.a. Została odkryta 6 lutego 1981 roku w Lowell Observatory (Anderson Mesa Station) przez Normana Thomasa. Nazwa planetoidy pochodzi od Christy McAuliffe (1948-1986), amerykańskiej astronautki, członka załogi STS-51-L. Przed nadaniem nazwy planetoida nosiła oznaczenie tymczasowe (3352) 1981 CW.